# Caseros (plaats)
Caseros is een plaats in het Argentijnse bestuurlijke gebied Tres de Febrero in de provincie Buenos Aires. De plaats telt 90.313 inwoners.

## Geboren
- Ezequiel Cirigliano (1992), voetballer